# 53 f.Kr.

## Händelser

### Efter plats

#### Romerska republiken
- Marcus Valerius Messalla och Gnaeus Domitius Calvinus blir konsuler i Rom.
- Marcus Licinius Crassus plundrar templet i Hierapolis på väg att bekämpa parterna.
- Romarna besegras och Crassus dödas av parterna i slaget vid Carrhae nära Surena.
- Caesar slår ned ett uppror av den galliske hövdingen Ambiorix nära Sabis.
- En annan gallisk hövding, Vercingetorix, leder ett uppror mot Caesar i centrala Gallien.

#### Armenien
- Artavasdes II blir kung av Armenien.

## Födda
- Yang Hsiung, kinesisk filosof

## Avlidna
- Marcus Licinius Crassus Dives, romersk politiker
- Abgar II, prins av Osroene